# Hospital Base de Valdivia
El Hospital Base de Valdivia (HBV) es el único hospital público de la ciudad de Valdivia. Fundado en 1939, este recinto cumple 86 años de vida y servicio a la comunidad. Está ubicado en coronel Santiago Bueras #1003, Valdivia. El Hospital Base Valdivia forma parte del Servicio de Salud Valdivia y atiende a una población que alcanza los 398.230 habitantes según el instituto nacional de estadísticas (INE) bajo los datos del censo realizado el año 2024.
El Hospital Base Valdivia no solo destaca por su labor asistiendo a la comunidad, sino también por sus convenios con instituciones académicas. Entre sus convenios más relevantes se encuentran los establecidos con la Universidad Austral de Chile (UACH) y la Universidad San Sebastián (USS). Con la Universidad Austral de Chile, mantiene un acuerdo de mutuo beneficio que incluye investigación académica, publicaciones científicas y formación clínica para estudiantes y médicos especialistas. Gracias a este convenio, se proyecta la construcción de un nuevo hospital que permitirá ampliar la capacidad de atención, respondiendo así a las crecientes demandas de la ciudad. Contar con un nuevo Hospital Base, no sólo es importante para la ciudadanía, sino también para los funcionarios y funcionarias que trabajan en él. Como autoridad sanitaria nos ponemos a disposición en lo que respecta a las tramitaciones sanitarias que correspondan a este gran proyecto.
Igualmente el HBV mantiene convenio de formación profesional y mejoras intrahospitalarias con las carreras de las Facultades de Medicina, Ciencias de la Salud y Ciencias para el cuidado de la Salud de la Universidad San Sebastián.

## Historia
En el año 1939 se construyó el antiguo hospital de Valdivia, en unos terrenos donados por el empresario Carlos Haverbeck en la calle Santiago Bueras. El Hospital Base de Valdivia fue fundado en 1939 para atender a pacientes provenientes de las zonas comprendidas entre Cautín y Chiloé. 
Funcionó con normalidad hasta el terremoto de 1960, que dañó gravemente su estructura. Para continuar brindando atención, se habilitaron tres recintos asistenciales (Hospital Regional, Centro Traumatológico y Hospital Kennedy), los cuales cubrieron las necesidades de los usuarios del hospital afectado.
En 1994, ante la necesidad de contar con un hospital que pudiera recibir a los pacientes de toda la región de Los Ríos, se llevó a cabo un proyecto de normalización del hospital con recursos del BID-MINSAL, con una inversión de MM $26.000.000.- Esto permitió concentrar la atención hospitalaria en el actual centro asistencial, ubicado en el sector Regional de Valdivia (antiguo Hospital Regional, hoy Hospital Base Valdivia).
Actualmente, el Hospital Base de Valdivia es el único Centro Asistencial de Alta Complejidad,  Su capacidad para tratar enfermedades complejas y proporcionar atención de emergencia lo consolida como una pieza central del sistema de salud  de la XIV Región de Los Ríos. Está inserto en una Red Asistencial Regional conformada por 8 establecimientos Hospitalarios de Baja Complejidad, 6 consultorios urbanos, 6 consultorios rurales, 57 postas y 73 estaciones médico rurales. Atiende a la población de 12 comunas de las provincias de Valdivia y El Ranco, y, en algunas especialidades, a pacientes de otras regiones del país, desde la Novena hasta la Décima Segunda Región.
Su capacidad para tratar enfermedades complejas y proporcionar atención de emergencia lo consolida como una pieza central del sistema de salud regional.
Tiene asignada una población de más de 2.311.600 habitantes y cuenta con una superficie construida aproximada de 43.000 m², la cual fue normalizada en 1996. Mediante un convenio firmado con la Universidad de Austral de Chile se contempla el traslado del hospital base hacia el fundo teja norte en el acceso norte de la ciudad.

## Nuevo Hospital Base De Valdivia
El nuevo Hospital Base de Valdivia es un proyecto de alta complejidad que se desarrollará en la ciudad de Valdivia, Región de los Ríos, Chile. Su construcción está planificada en el terreno Fundo Vista Alegre, Ubicado en el sector de Isla Teja y perteneciente a la Universidad Austral De Valdivia (UACH). 
La nueva construcción fue liderada en la región por el Servicio de Salud Los Ríos (SSLR), organismo que se encargó de realizar los respectivos estudios de terrenos relacionados con ubicación, superficie utilizable, uso de suelo, factibilidad de los servicios sanitarios y electricidad, entre otros. En el proceso también fue de vital importancia el apoyo del Ministerio de Salud y de las autoridades regionales.
Tras un proceso de diálogo interinstitucional, en sesión extraordinaria el día 29 de mayo de 2025, el directorio de la Universidad Austral de Valdivia aprobó la contraoferta que presentó el Servicio de Salud para la celebración de un contrato de compraventa de una superficie de 10 hectáreas. La propuesta contempló una cifra total de 162.911,03 unidades de fomento por 100.000 metros cuadrados, lo que permite pasos claves para la concreción del nuevo recinto hospitalario.

## Nueva Infraestructura.
Una publicación de BioBiochile menciona que.” Ante la falta de infraestructura para la atención a menores de edad en el Hospital Base de Valdivia, el gobierno de la Región de Los Ríos decidió aportar con más de $1100 millones de pesos para que se implemente una nueva unidad de psiquiatría en el hospital. Este proyecto tiene como objetivo brindar atención de calidad dirigido a los adolescentes y niños (10 a 17 años). Que sufren problemas de salud mental”.    
Este proyecto comenzó a elaborarse a fines del año 2024 y la infraestructura será de más de 435 metros cuadrados ubicados dentro del hospital, con esto se estima un trato más rápido y eficiente para los menores, ya fue tema destacado y de suma importancia ya que para el país una salud mental sana de niños y adolescentes es prioritario para el área de la salud, tal como lo afirmó la Ministra de Salud Ximena Aguilera. 
 

Sin embargo, la puesta en marcha del proyecto se ha dificultado ya que el Ministerio de Hacienda solicitó que los gobiernos regionales redistribuyan sus ingresos y a consecuencia de esta decisión, varias iniciativas que ya estaban comprometidas con el proyecto sufrieron retrasos, tales como la Unidad de cuidados intensivos, (UCI) y la Unidad de Psiquiatría Infantoadolescente. Debido a esta situación, múltiples profesionales del área y funcionarios se reunieron para protestar en contra de esta medida y reclamaron que el presupuesto regional no sea recortado y que el proyecto indicado sea ejecutado lo antes posible. 

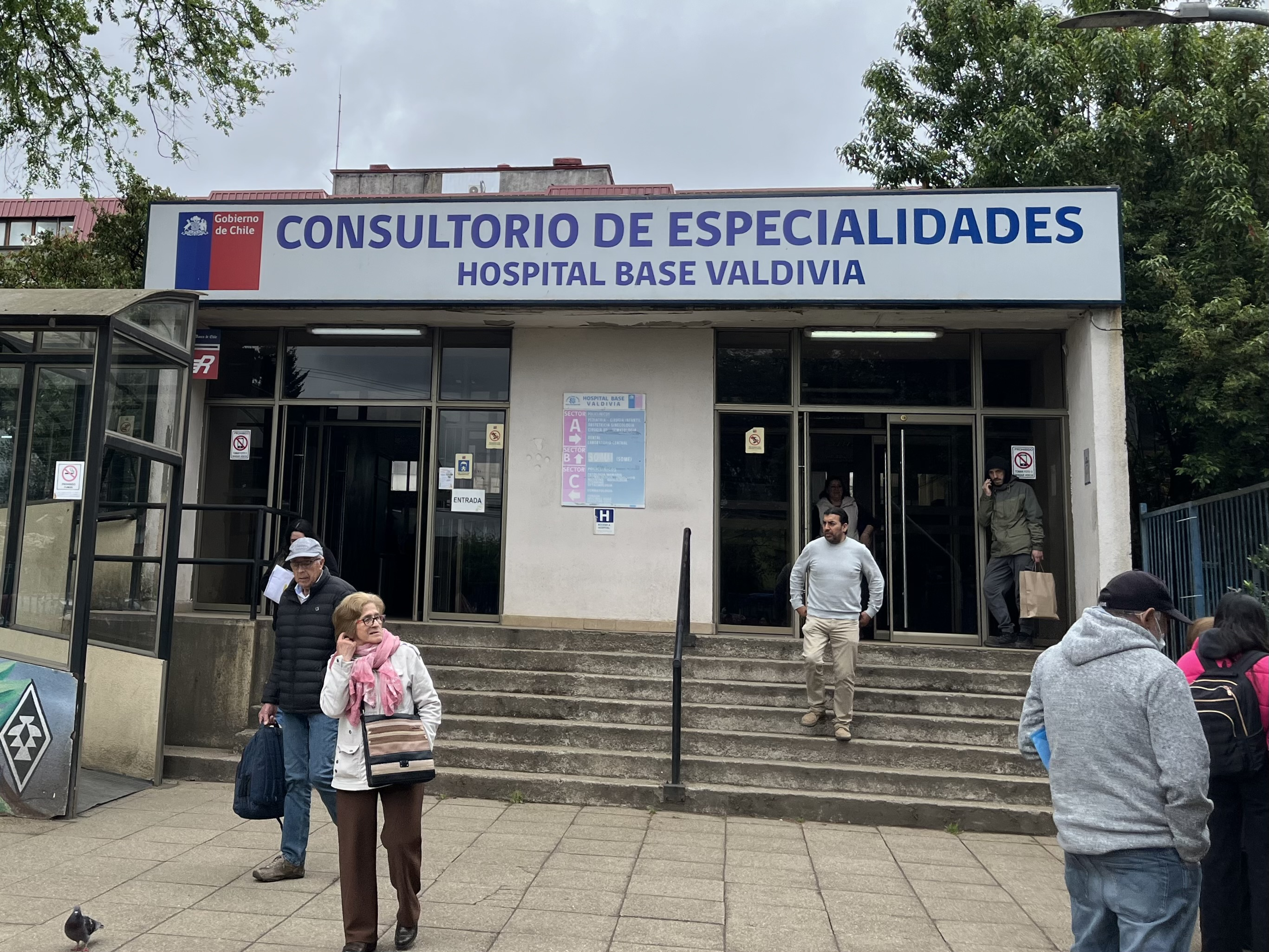
Frontis del Consultorio de Especialidades del Hospital Base Valdivia, ubicado en calle Bueras #1003

## Servicios
El Hospital Base Valdivia (HBV) cuenta con diversos servicios intrahospitalarios, destacando que el Servicio de Urgencias y Red asistencial SAMU se encuentran ubicados en Avenida Simpson #850.

## Especialidades
Cuenta con un servicio completo de policlínico de especialidades, ubicado en calle Santiago Bueras #1003.
El hospital se destaca por ofrecer una amplia gama de especialidades médicas, cubriendo tanto atención primaria como tratamientos complejos. Algunas de sus especialidades más relevantes incluyen oncología (más de 50 años de historia en el desarrollo oncológico), Medicina Interna, Cirugía General, Traumatología y Ortopedia, Cardiología, Neurología, Ginecología y Obstetricia, Pediatría, Nefrología, y Cuidados Intensivos (UTI y UCI), entre otras. También cuenta con servicios de diagnóstico avanzado como radiología, un programa de trasplantes y donación de órganos (desde 1982), resonancias magnéticas y tomografías. Además de contar con un servicio de urgencias que opera las 24 horas.
El Hospital Base de Valdivia es reconocido por su constante enfoque en la mejora de sus servicios, lo que se refleja en proyectos de modernización y optimización tecnológica para ofrecer una atención de calidad a la población de la Región de Los Ríos. A través de inversiones millonarias, el hospital ha experimentado importantes avances en su infraestructura y equipamiento, fortaleciendo áreas críticas como cardiología, neonatología y oncología. Sin embargo, el centro enfrenta desafíos debido a la alta demanda de pacientes y la falta de otros hospitales de complejidad similar en la región para la derivación de casos complejos. 

## Centro de Referencia Macro Zona Sur y Austral
El recinto es centro de referencia de la macro zona sur y austral (desde la Región de Ñuble a la Región de Magallanes y de la Antártica Chilena) en las especialidades de oncología, nefrología y trasplante de riñón, y hematología.
Además el Hospital Base de Valdivia es centro de referencia de diagnóstico de biología molecular, al contar con uno de los tres laboratorios en Chile en diagnosticar Infecciones por Hantavirus.

## Formación de Profesionales de pregrado
La Universidad Austral de Chile posee en dependencias del Hospital Regional de Valdivia diversos Institutos que se encargan de impartir docencia clínica de pregrado a carreras de las diversas facultades, contando con un número aproximado de 500 alumnos de pre y postgrado de la Facultad de Medicina y Ciencias.

## Formación de Médicos Especialistas
El HBV presenta formación de médicos especialistas en convenio con el Ministerio de Salud, Servicio de Salud Valdivia y la Facultad de Medicina de la Universidad Austral de Chile en diferentes áreas.

## Formación de Profesionales de Posgrado

#### Doctorado en Ciencias Médicas
La Universidad Austral de Chile además ocupa las instalaciones para formar profesionales de la Salud para el programa de doctorado en Ciencias Médicas quienes se especializan en algunas de las especialidades de investigación clínica y médica.

## Convenios
- Dada la importancia de vivir en una ciudad universitaria, el Hospital Base Valdivia (HBV) cuenta con grandes e importantes convenios, los cuales, son una unión con las universidades de la ciudad. Cuenta con un convenio con la Universidad San Sebastián (USS), cuyo propósito es vincular la asistencia de los alumnos del área de Medicina en las instalaciones para así impartir sus conocimientos en las prácticas. Asimismo, en el año 2025 se logró concretar “un acuerdo de colaboración entre la Universidad San Sebastián y el Hospital Base Valdivia que permitirá que el recinto hospitalario utilice 900 mt2 del edificio Surmédica, adquirido por la USS para sumar nuevos espacios para las carreras de salud”. [11]
- También, se realizaron convenios con la Universidad Austral de Chile (UACH), lo que se define como una alianza asistencial-docente que ayuda a fortalecer la salud en la Región de los Ríos. No obstante, el convenio más importante y de gran repercusión, es el terreno puesto a disposición para la construcción del nuevo hospital  en la Región de Los Ríos, en palabras de la directora del Servicio de Salud Valdivia Marianela Rubilar “valoro haber llegado a buen puerto con el mejor lugar, el mejor terreno en cuestión que ya hemos conversado cuál es y sin duda que nos permite poder seguir avanzando y soñando con la renovación de nuestra no solamente infraestructura en salud sino también mejor gestión de nuestra red asistencial, sumando a este hospital de mayor complejidad con todo lo que significa”.[12]
- Y, por último, el Hospital Base de Valdivia, cuenta con un convenio con la Universidad Santo Tomás Valdivia (UST), quien ampliará los campos clínicos para los estudiantes de esta casa de estudios. Bajo las palabras de la UST (22 de noviembre de 2022) “La alianza fue suscrita por la Rectora de Santo Tomás en Valdivia, Laura Bertolotto, y el director (S) del Servicio de Salud Valdivia, Dr. Juan Carlos Bertoglio, quienes destacaron la importancia de este convenio que beneficia ambas instituciones.[13]